# Giairo Ermeti
Giairo Ermeti (Codogno, 7 aprile 1981) è un ex ciclista su strada e pistard italiano.
Professionista su strada dal 2005 al 2013, ha partecipato a quattro edizioni del Giro d'Italia. Su pista è stato campione nazionale in quattro discipline differenti, inseguimento individuale e a squadre, scratch e omnium, vincendo in totale cinque titoli.
Su strada si è laureato campione d'italia nella categoria Élite nel 2004 a Pontedera.

## Carriera
Si rivelò già dalle categorie giovanili come uno dei migliori atleti nazionali, ottenendo successi in tutte le specialità. Gareggiò per quattro stagioni, dal 2001 al 2004, tra i Dilettanti Elite/Under-23, cogliendo numerosi successi internazionali e vincendo il titolo nazionale Elite senza contratto su strada nel 2004. Il suo approdo al professionismo è datato 2005, anno in cui vestì la maglia del Team Miche, ma già l'anno successivo passò al Team LPR di Orlando Maini, con cui vinse il Giro del Lago Maggiore, primo successo da pro.
Gareggiò poi con Tenax-Menikini e LPR Brakes, con la quale, nel 2009, colse la vittoria nella cronometro a squadre alla Settimana Ciclistica Lombarda. Nella stessa LPR Brakes si mise al servizio dei capitani, diventando uomo di fiducia di Paolo Savoldelli, Alessandro Petacchi e Danilo Di Luca. Passò poi con la De Rosa-Stac Plastic, sempre sotto al direzione di Fabio Bordonali, e infine, dal 2011 al 2013, con l'Androni Giocattoli di Gianni Savio, ma non colse altre vittorie. Partecipò comunque a quattro Giri d'Italia, nel 2008, 2009, 2011 e 2013, concludendoli tutti.
Su pista vinse ben tre titoli nazionali nel 2007, aggiudicandosi la prova di inseguimento individuale, inseguimento a squadre e scratch; nel 2013 i titoli nazionali vinti furono invece due, omnium e inseguimento a squadre. Nel 2007 e nel 2011 fu anche rappresentante azzurro nelle gare di inseguimento individuale e a squadre ai campionati del mondo su pista. Terminata l'attività su strada nel 2013, comincia a dedicarsi alla mountain bike, specialità cross country: nelle stagioni 2014 e 2015 corre per il Torpado Factory Team cogliendo diversi successi.

## Palmarès

### Strada
- 2002 (Dilettanti Elite/Under-23, Palazzago-Zoccorinese)

Ruota d'Oro
Gran Premio Ezio Del Rosso
- 2002 (Dilettanti Elite/Under-23, Palazzago-Caneva-Zoccorinese)

Memorial Gigi Pezzoni
3ª tappa Giro della Regione Friuli Venezia Giulia (Campoformido > Lignano Sabbiadoro)
Gran Premio Somma
- 2004 (Dilettanti Elite/Under-23, Palazzago-Vellutex)

Campionati italiani, Prova in linea Elite senza contratto
1ª tappa Volta Ciclista Internacional a Lleida (Lleida > Tremp)
Giro del Valdarno
Piccolo Giro di Lombardia
- 2006 (Team LPR, una vittoria)

Giro del Lago Maggiore

#### Altre vittorie
- 2009 (LPR Brakes-Farnese Vini)

1ª tappa Settimana Ciclistica Lombarda (Brignano Gera d'Adda, cronosquadre)

### Pista
- 2007

Campionati italiani, Inseguimento individuale
Campionati italiani, Inseguimento a squadre (con Claudio Cucinotta, Alessandro De Marchi, Matteo Montaguti)
Campionati italiani, Scratch
- 2011

Campionati italiani, Inseguimento a squadre (con Omar Bertazzo, Alex Buttazzoni, Alessandro De Marchi e Filippo Fortin)
Campionati italiani, Omnium

## Piazzamenti

### Grandi Giri
- Giro d'Italia

2008: 83º
2009: 138º
2011: 144º
2013: 151º

### Classiche monumento
- Giro di Lombardia

2012: ritirato

### Competizioni mondiali
- Campionati del mondo su pista

Palma di Maiorca 2007 - Inseguimento a squadre: 12º
Palma di Maiorca 2007 - Inseguimento individuale: 19º
Apeldoorn 2011 - Inseguimento a squadre: 15º
Apeldoorn 2011 - Inseguimento individuale: 16º